# Tanya Reynolds
 (août 2024).
Si vous disposez d'ouvrages ou d'articles de référence ou si vous connaissez des sites web de qualité traitant du thème abordé ici, merci de compléter l'article en donnant les références utiles à sa vérifiabilité et en les liant à la section « Notes et références ».
Pour les articles homonymes, voir Reynolds.
Tanya Reynolds est une actrice britannique née le 4 novembre 1991. Elle est notamment connue pour son rôle de Lily Iglehart dans la série Sex Education. Elle incarne ensuite Licisca dans la série Le Décameron en 2024.

## Biographie
Elle étudie le théâtre à l'Oxford School of Drama (en), dont elle sort diplômée en 2015.

## Carrière
Elle débute à la télévision en 2016 dans Delicious (en). L'année suivante, elle tourne dans un épisode d'Outlander et trois épisodes de Rellik.
En 2018, elle joue dans les séries The Bisexual et Meurtres au paradis. L'année d'après, elle intègre le casting de la série Sex Education, diffusée sur Netflix, et fait ses premiers pas au cinéma dans For Love or Money et Fanny Lye Deliver'd (en).
En 2020, elle retrouve un de ses partenaires de Sex Education, Connor Swindells dans le film Emma. d'Autumn de Wilde. Elle est présente lors d'un épisode de Breeders avec Martin Freeman.

## Filmographie

### Cinéma

#### Longs métrages
- 2019 : For Love or Money (The Revenger : An Unromantic Comedy) de Mark Murphy : Alexa
- 2019 : Fanny Lye Deliver'd (en) de Thomas Clay : Rebecca
- 2020 : Emma. d'Autumn de Wilde : Mrs Elton
- 2020 : Undergods de Chino Moya : Maria
- 2024 : Harold et le Crayon magique de Carlos Saldanha

#### Courts métrages
- 2014 : Introducing Lucy de Xènia Puiggrós : Lucy
- 2019 : Lily Meets Charlie d'Audrey Gagneux : Lily / Laura
- 2019 : The Delivery de Ted Clarke : Jana Palmer
- 2021 : Everybody Dies... Sometimes de Charlotte Hamblin : Mara

### Télévision

#### Séries télévisées
- 2016 - 2019 : Delicious (en) : Teresa Benelli
- 2017 : Outlander : Lady Isobel Dunsany
- 2017 : Rellik : Sally
- 2018 : The Bisexual : Jill
- 2018 : Meurtres au paradis (Death in Paradise) : saison 7 épisode 1 : Le Vernis de la mariée : Pearl Marston
- 2019 : Mallorca : Claire Taylor
- 2019 - 2023 : Sex Education : Lily Iglehart
- 2020 : Breeders : Hannah
- 2022 : The Baby (en) : Helen
- 2024 : Le Décameron : Licisca